# Okada Keisuke
Okada Keisuke (岡田 啓介  20 tháng 1 năm 1868 – 7 tháng 10 năm 1952) là đô đốc của Hải quân Đế quốc Nhật Bản, chính trị gia và Thủ tướng Nhật Bản từ 8 tháng 7 năm 1934 đến 9 tháng 3 năm 1936.